# 380 (číslo)
Tři sta osmdesát je přirozené číslo, které následuje po čísle tři sta sedmdesát devět a předchází číslu tři sta osmdesát jedna. Římskými číslicemi se zapisuje CCCLXXX a řeckými číslicemi τπ.

## Matematika
380 je:
- Abundantní číslo
- Nešťastné číslo

## Astronomie
- (380) Fiducia je planetka hlavního pásu, kterou objevil v roce 1894 Auguste Charlois

## Doprava
- Silnice II/380 je česká silnice II. třídy vedoucí na trase Brno () – Brno-Tuřany – Telnice – Moutnice – Klobouky u Brna – Krumvíř – Čejč peáž s  – Mutěnice – Hodonín[1]
- Lokomotiva 380

## Komunikace
- +380 je mezinárodní telefonní předvolba Ukrajiny

## Roky
- 380
- 380 př. n. l.